# Avenue Nazarbaïev
L'avenue Nazarbaïev, anciennement rue Fourmanov, est l'une des rues centrales d'Almaty au Kazakhstan.

## Situation et accès
Les stations Raïymbek batyr, Jibek Joly et Almaly sont présentes.

## Origine du nom
La rue est nommée en l'honneur du premier président du Kazakhstan Noursoultan Nazarbaïev (1940- ).

## Historique
À l'origine appelée « avenue Karl-Marx » pendant la période soviétique, elle est renommée « avenue Furmanov », du nom de l'écrivain russe Dmitri Andreïevitch Fourmanov avant d'être rebaptisée « avenue Nazarbaïev » en 2017,.

## Bâtiments remarquables et lieux de mémoire
- 99, Maison du marchand Chakhvorostova, 1890, Andreï  Zenkov (ru) (actuellement consulat de France à Almaty)
- 162, maison de citoyen d'honneur de la ville (162)
- Musée central d'État du Kazakhstan
- Résidence du président du Kazakhstan